# جون كوش
جون كوش (29 نوفمبر 1990 بسفينبورغ في الدنمارك - ) هو لاعب كرة يد دانمركي. لعب مع نادي فوكس برلين لكرة اليد.

## وصلات خارجية
- جون كوش على موقع الاتحاد الأوروبي لكرة اليد (الإنجليزية)